# Não Fossem as Sílabas do Sábado
Não Fossem as Sílabas do Sábado é um livro de ficção brasileiro, escrito por Mariana Salomão Carrara e lançado em 2022. Um ano após o lançamento, recebeu o Prêmio São Paulo de Literatura. O tema central da obra é o luto ou, como indicado em uma resenha, a conexão entre a morte e o acaso, numa ficção de afetos.

## Sinopse
O livro narra o impacto de uma tragédia familiar. “Faz mais de nove anos que estou presa dentro daquela meia hora”, diz o livro sobre o acontecimento desencadeador da narrativa. O falecimento de dois homens aproxima as viúvas, antes sem vínculo, especialmente à medida que uma delas deve lidar com o crescimento da filha, nascida órfã.
A personagem Ana, uma das viúvas, narra integralmente o romance, num enredo que intercala suas reflexões e acontecimentos na relação com sua filha, Catarina, e a outra viúva, Madalena. Na obra, a protagonista revela: "Era preciso tirar toda a poeira que eu tinha acumulada em mim, e quem sabe ainda encontrassem uma mulher, uma mãe".

## Contexto
A autora declarou que sua motivação inicial foi escrever sobre a amizade entre duas mulheres, com um interesse especial em características teatrais na sua relação, como gestos e interações. Carrara afirmou que pretendeu revelar como a amizade pode evoluir na criação de uma família.
O título é uma referência ao instante, ao singelo momento, do acontecimento que culmina com a morte de André e Miguel, respectivamente os maridos de Ana e Madalena. Na obra, remete a: “o tempo que o Miguel levou para atingir o André é o tempo de uma criança dizer sábado, uma criança pequena em qualquer dos outros andares do prédio aprendendo a dizer que é sábado, fala mais alto e prolongado o primeiro á, demora-se, e então deixa cair a palavra no segundo a, depois estala no do. Sábado".
Nascida em 1986, Carrara é autora, entre outros, de “Fadas e copos no canto da casa”, “Se Deus me Chamar Não Vou” (finalista do Jabuti 2020) e “É sempre a hora da nossa morte amém”.

## Estilo
Não Fossem as Sílabas do Sábado foi descrita como uma literatura " sensível, dolorosa e surpreendente dinâmica entre as duas mulheres", que identifica e reflete sobre as relações entre as viúvas, convivendo com o luto e a maternidade, experiências ao mesmo tempo solitárias e nesse caso compartilhadas. Foi dito que o fluxo textual às vezes remete a um "turbilhão de sentimentos", em que a autora "rompe com as barreiras dos pontos finais e das vírgulas", numa escrita fundamentalmente poética. O estilo foi descrito como sendo ao mesmo tempo delicado e duro e trágico e cômico.
O livro é construído em capítulos curtos, de modo não linear, alternando memórias e fases do luto e da maternidade. Há um capítulo de apenas uma página. O modo de escrita foi aproximado ao de Virginia Woolf.
Foi dito que, por suas características, a obra estabelece uma identificação imediata com quem a lê, principalmente o público feminino.

## Prêmio
O livro foi reconhecido com o Prêmio São Paulo de Literatura, em 2023. Recebeu com esse reconhecimento R$ 200 mil. Algumas das obras que disputaram o prêmio com a de Carrara foram: Tom vermelho do verde, de Frei Betto; João Maria Matilde, de Marcela Dantés; e A falta, de Xico Sá.